# Mohamed Sibari
 (mars 2008).
Si vous disposez d'ouvrages ou d'articles de référence ou si vous connaissez des sites web de qualité traitant du thème abordé ici, merci de compléter l'article en donnant les références utiles à sa vérifiabilité et en les liant à la section « Notes et références ».
 (juin 2009).
Mohamed Sibari (en arabe : محمد الصيباري ) est un écrivain et poète marocain né à Ksar el-Kébir, en 1945 et mort le 28 novembre 2013. Mohamed Sibari est le premier écrivain marocain à avoir publié un roman en espagnol au Maroc. Il est décoré par Juan Carlos Ier, roi d'Espagne, avec le grade de la Croix Officielle du Mérite Civil en 2003.

## Parcours
Mohamed Sibari est né au bord de oued Lukus en 1945, il a poursuivi ses études primaires et secondaires à Larache et ses études supérieures à Grenade (Espagne). Il a travaillé comme infirmier puis directeur économe de l’hôpital Al Kortobi de Tanger en 1983 et comme professeur du Collège Espagnol (Luis Vives) de Larache de 1972 jusqu'à 1982. Il est le fondateur principal et secrétaire général de l'Association des écrivains marocains en langue espagnole créée en 1997, président de l'Association des hispanistes de Larache crée en 2002, président de l'Association communication culturelle et Consul général des Poètes du Maroc.
Sibari est membre honorifique dans diverses associations, notamment celle des Auteurs-Éditeurs Autonomes du Canada. Il a obtenu le prix du Centenaire Pablo Neruda en 2004, la médaille d'honneur civile du roi Juan Carlos Ier d'Espagne et il a été candidat au prix Prince d'Asturias des Lettres (nommé par l'Université Sidi Mohamed Ben Abdellah de Fès). Jusqu'à cette date, Sibari a publié plus d'un millier d'articles et dix-sept ouvrages en espagnol. Ses contes, nouvelles, romans et recueils sont traduits en français. De nombreux poèmes sont traduits également en arabe, en catalan, en anglais et en allemand.

### Romans
- (es) Mohamed Sibari, El caballo, Larache, Lalla Menana, 1993, 162 p. (ISBN 9981-9583-0-1)
- (es) Mohamed Sibari, Troupes régulières de Larache, Larache, Lalla Menana, 1994, 100 p.
- (es) Mohamed Sibari, Juiverie de Tétouan, Larache, Lalla Menana, 1994, 83 p. (ISBN 9981-9583-2-8)
- (es) Mohamed Sibari, La rosa de Xauen, Larache, Lalla Menana, 1996, 84 p. (ISBN 9981-9583-3-6)
- (es) Mohamed Sibari, De Larache al cielo, Tanger, Altopress, 2006, 96 p. (ISBN 9981-9853-9-2)
- Mohamed Sibari (trad. Abdelouahid Bennani), De Larache au ciel, Tanger, Altopress, 2007, 96 p. (ISBN 9954-8782-0-3)
- Mohamed Sibari (trad. Abdelouahid Bennani), La rose de Chaouen, États-Unis, Poetas Sin Fronteras, 2007, 96 p.
- (es) Mohamed Sibari, El Babuchazo, Madrid, Lalla Menana, 2005, 101 p. (ISBN 9981-9583-7-9)
- (es) Mohamed Sibari, Tres orillas y dos mares, Tanger, Slaiki Frères, 2013.

### Poésie
- (es) Mohamed Sibari, Poèmes de Larache, Larache, Lalla Menana, 1994, 69 p. (ISBN 9981-9583-1-X)
- (es) Mohamed Sibari, Poemas Del Lukus, États-Unis, Poetas Sin Fronteras, 2007, 128 p.

### Contes
- (es) Mohamed Sibari, Contes de Larache, Tanger, A.E.M.L.E, 1998, 128 p. (ISBN 9981-9583-5-2)

### Nouvelles
- (es) Mohamed Sibari, Histoires des Hespérides, Malaga, P.L.G.D,Mijas, 2000, 85 p.
- (es) Mohamed Sibari, Histoires du Hammam, Tanger, A.E.M.L.E, 2001, 80 p. (ISBN 9981-9583-5-2)
- (es) Mohamed Sibari, Brochettes et divorces, Madrid, Lalla Menana, 2002, 93 p. (ISBN 9981-9583-7-9)

### Anthologies: Contes et poèmes
- littérature marocaine en langue castellane (Mohamed Chakor y Sergio Macias, 1996, Éditions Magalia)
- Écrivains marocains d’expression espagnole : (Groupe des 90 ; 1999, publications de l’Association Tétouan  Asmir)
- Nouvelle Anthologie d’histoires marocaines (Jacinto López Gorgé, 1999. Edictions  Port Royal, Granada)
- Relever la Baie (Rencontré des poètes de l’an 2000 ; Junta de Andalucía, Consejería de Cultura de Cádiz. Paloma Fernandez Goma)
- La porte des vents, narrateurs contemporains (Marta Cerezales, Miguel Angel Moreta y Lorenzo Silva. Éditions  destino S.A. Barcelona 2004)
- Larache à travers les textes  (Maria Dolores Lopez Enamorado. Junta  de Andalucía, 2004)
- Mohamed Laabi: Voix de Larache (Association des écrivains marocains de langue espagnole, 2005)

### Autres participations
- Revue collective Poetas Sin Fronteras, vol. 1, n° 6 (Éditions Poetas Sin Fronteras, 2007)
- Revue collective Poetas Sin Fronteras, vol. 2, n° 1 (Éditions Poetas Sin Fronteras, 2007)
- Revue collective Poetas Sin Fronteras, vol. 2, n° 2 (Éditions Poetas Sin Fronteras 2007)